# Австрия на летних Олимпийских играх 1980
Австрия принимала участие в Летних Олимпийских играх 1980 года в Москве (СССР) в восемнадцатый раз за свою историю, и завоевала одну бронзовую, одну золотую и две серебряные медали. Сборную страны представляли 19 женщин и 63 мужчины.
2 из 4 своих наград австрийцы выиграли в Таллине, где проходили соревнования по парусному спорту.

## Медалисты
| Медаль  | Спортсмен                    | Вид спорта     | Дисциплина                             |
| ------- | ---------------------------- | -------------- | -------------------------------------- |
| Золото  | Элизабет Тойрер              | Конный спорт   | Выездка, личное первенство             |
| Серебро | Вольфганг Майрхофер          | Парусный спорт | Класс «Финн»                           |
| Серебро | Карл Ферстль Хуберт Раудашль | Парусный спорт | Класс «Звёздный»                       |
| Бронза  | Герхард Петрич               | Стрельба       | Мужчины, скорострельный пистолет, 25 м |

## Результаты соревнований

### Академическая гребля
В следующий раунд из каждого заезда проходили несколько лучших экипажей (в зависимости от дисциплины). В финал A выходили 6 сильнейших экипажей, ещё 6 экипажей, выбывших в полуфинале, распределяли места в малом финале B
Мужчины
| Соревнование | Спортсмены                     | Предварительный заезд | Предварительный заезд | Предварительный заезд | Отборочный заезд | Отборочный заезд | Отборочный заезд | Полуфинал | Полуфинал | Полуфинал | Финал   | Финал   | Итоговое место |
| Соревнование | Спортсмены                     | Заезд                 | Время                 | Место                 | Заезд            | Время            | Место            | Заезд     | Время     | Место     | Время   | Место   | Итоговое место |
| ------------ | ------------------------------ | --------------------- | --------------------- | --------------------- | ---------------- | ---------------- | ---------------- | --------- | --------- | --------- | ------- | ------- | -------------- |
| одиночки     | Раймунд Шмидт                  | 3                     | 8:07,02               | 3 Q                   | не участвовал    | не участвовал    | не участвовал    | 1         | 7:38,50   | 5         | Финал B | Финал B | 11             |
| одиночки     | Раймунд Шмидт                  | 3                     | 8:07,02               | 3 Q                   | не участвовал    | не участвовал    | не участвовал    | 1         | 7:38,50   | 5         | 7:29,16 | 5       | 11             |
| двойки       | Вилфрид Ауэрбах Томас Линемайр | 1                     | 7:39,48               | 3 Q                   | не участвовали   | не участвовали   | не участвовали   | 1         | 7:04,48   | 6 QB      | Финал B | Финал B | 9              |
| двойки       | Вилфрид Ауэрбах Томас Линемайр | 1                     | 7:39,48               | 3 Q                   | не участвовали   | не участвовали   | не участвовали   | 1         | 7:04,48   | 6 QB      | 6:58,96 | 3       | 9              |